# 大森昭男
大森 昭男（おおもり あきお、1936年 - 2018年3月）は、日本のCM音楽プロデューサーである。三木鶏郎門下。元妻は由紀さおり。

## 略歴
1960年、三木鶏郎設立の作家集団「冗談工房」に所属する。
1964年、同門の桜井順と「ブレーンJACK」を設立し、映像ディレクターの杉山登志と資生堂のCM制作をするなど活躍の場を広げていく。
1969年に歌手の由紀さおりと結婚。（のちに離婚）
1972年、ON･アソシエイツ音楽出版を設立。同年秋、ユイ音楽工房の牧村憲一から三ツ矢サイダーのCM音楽に大瀧詠一を推薦される。以降、大瀧と共同で数多くの作品を手がける。
2013年頃から闘病の末、2018年3月に死去。

## 主なプロデュースしたCM楽曲
- 資生堂MG5 1972年 上條恒彦『おお、兄弟。』（作詞・作曲:クニ河内）
- 資生堂秋の化粧品デー 1972年 スリー・グレイセス（作曲:嵐野英彦）
- TIMEX 1972年 南高節とかぐや姫『約束』（作詞:及川恒平、作曲:小室等）※アルバム『かぐや姫おんすてーじ』収録時に『約束です』に改題される。
- アサヒ飲料三ツ矢サイダー 演出:結城臣雄、作詞:伊藤アキラ
  - 1973年〜1975年・1977年・1983年、大瀧詠一（作曲・歌）※多羅尾伴内名義
  - 1976年、山下達郎（作曲・歌）
  - 1984年・1985年、大貫妙子（作詞・作曲・歌）、編曲:坂本龍一、伊藤銀次[6]
- 味の素マヨネーズ 1973年 オフコース『僕の贈りもの』（作詞・作曲:小田和正）
- 資生堂 ナチュラルグロウ 1975年 りりぃ『春早朝』（作詞・作曲:りりぃ）※大森プロデュースのCM用キャンペーンソングをシングルレコード化した最初の作品[7]。
- 資生堂 1976年 りりぃ『オレンジ村から春へ』（作詞・作曲:りりぃ）※この曲のヒットで化粧品のCMソングが注目されるようになり、翌年から化粧品会社同士のタイアップ戦争が始まる[7]。
- 資生堂アクエア 1977年 宇崎竜童（ダウン・タウン・ブギウギ・バンド）『サクセス』（作詞:阿木燿子、作曲:宇崎竜童）
- 日立キドカラーザ・ピント 新キドスカープ伝統美 中村吉右衛門編 1977年（作曲:坂本龍一）
- キヤノンNP5500 1978年 『キャリアガール』（作曲:坂本龍一）
- 資生堂アクエア 1978年 矢沢永吉『時間よ止まれ』（作詞:山川啓介、作曲:矢沢永吉）
- 資生堂サイモンピュア 1978年 南こうせつ『夢一夜』（作詞:阿木燿子、作曲:南こうせつ）
- 資生堂ベネフィーク 1979年 堀内孝雄『君のひとみは10000ボルト』（作詞:谷村新司、作曲:堀内孝雄）
- カネボウ化粧品 1981年 矢野顕子『春咲小紅』（作詞:糸井重里、作曲:矢野顕子）
- ミノルタX-7 1981年 斉藤哲夫『いまのキミはピカピカに光って』（作詞:糸井重里、作曲:鈴木慶一）演出:岩下俊夫
- サントリー・ウインターギフト 1982年 森進一『冬のリヴィエラ』（作詞:松本隆、作曲:大瀧詠一）
- コンタック600 1983年『ピエトロ・ジェルミ』（作曲:細野晴臣）
- 日清チキンラーメン 1984年 『すぐおいしい、すごくおいしい』歌:鈴木さえ子・美尾洋乃、作曲:鈴木さえ子
- サントリー・キサラ 1984年 石川セリ『キ・サ・ラ恋人』（作詞・作曲:かしぶち哲郎）
- AGFマキシム 1985年 小林旭『熱き心に』（作詞:阿久悠、作曲:大瀧詠一）
- NISSANセドリック 1988年『Floating Along』（作曲:坂本龍一）
- サントリーワイン 1989年 スリー・グレイセス『想い出してウクレレ』（作詞:水木ひろし、作曲:桜井順）※水木ひろしは桜井順のペンネーム
- サントリークレスト12年 1990年 石川さゆり（SAYURI名義）『ウイスキーが、お好きでしょ』（作詞:田口俊、作曲:杉真理）
- サントリー 南アルプスの天然水 1992年 ひばり児童合唱団（作曲:若月明人）
- JRA 1992年 伊豆田洋之『夢のふるさと』（作詞:伊藤アキラ、作曲:杉真理）
- JR東日本「その先の日本へ」 1994年 大貫妙子『美しい人よ』原曲『すみれの花売り娘（スペイン語版）』
- キリンラガー 2006年 木村カエラ、サディスティック・ミカ・バンド『タイムマシンにおねがい』（作詞:松山猛、作曲:加藤和彦）[8]

## スーパーバイザー
- 映画『ホーホケキョ となりの山田くん』1999年 スタジオジブリ 監督:高畑勲 音楽:矢野顕子

## CD
- 『ONアソシエイツ CM WORKS~オレンジ村から春へ』2010年（選曲）
- 上條恒彦『お母さんの写真』2003年（プロデュース）[9]